# Takashi Okamura (photographe)
 (octobre 2020).
Si vous disposez d'ouvrages ou d'articles de référence ou si vous connaissez des sites web de qualité traitant du thème abordé ici, merci de compléter l'article en donnant les références utiles à sa vérifiabilité et en les liant à la section « Notes et références ».
Pour les articles homonymes, voir Okamura.
Pour l’acteur japonais né en 1970, voir Takashi Okamura.
Takashi Okamura (岡村崔, Okamura Takashi, né le 13 décembre 1927 et mort le 4 février 2014), est un photographe japonais spécialisé dans la photographie d'art.
Okamura naît le 13 décembre 1927 à Kichijōji, Tokyo. Il étudie l'architecture à l'université Nihon à partir de 1948. Okamura est un skieur enthousiaste et de haut niveau (il skie en tant que représentant du Japon à Chamonix en 1959), et un photographe de ski. En 1960, il devient photographe professionnel; il a également écrit sur la photographie et le ski.
Okamura s'installe à Rome en 1965 et depuis s'est spécialisé dans les photographies de bâtiments, de fresques et d'œuvres d'art, contribuant souvent aux photographies de livres richement édités.
Il est lauréat du « prix annuel » de l'édition 1981 des prix de la Société de photographie du Japon.

## Albums d'Okamura
- (ja) Asama Kōgen: Karuizawa, Takamie, Shikazawa, Kōzu, Arafune, Myōgisan (浅間高原: 軽井沢・高峰・鹿沢・神津・荒船・妙義山?). Blue Guidebooks. Tokyo : Jitsugyō-no-Nihon-sha, 1961.
- (ja) Sukī no te hodoki (スキーの手ほどき?). Fujisawa : Ikeda Shoten, 1961.
- (ja) Sukī o hajimeru hito no tame ni (スキーを始める人のために?), For the beginner at skiing). Fujisawa: Ikeda Shoten, 1962.
- (ja) Kamera o hajimeru hito no tame ni (カメラを始める人のために?), For the beginner with a camera). Fujisawa: Ikeda Shoten, 1962. Écrit en collaboration avec Fumio Iijima.
- (ja) Kamera shiki no torikata (カメラ四季の撮り方?), Using a camera in the four seasons). Fujisawa : Ikeda Shoten, 1963.
- (ja) Karuizawa to Asamayama (軽井沢と浅間山?), Karuizawa et Asamayama). Blue Guidebooks. Tokyo : Jitsugyō-no-Nihon-sha, 1967. Écrit en collaboration avec Masao Izumi.
- (ja) Rōma no funsui (ローマの噴水?), The fountains of Rome). Tokyo : Kajima Shuppankai, 1975. Édité par Ume Kajima.
- (ja) Jutai kokuchi (受胎告知?), The annunciation). Tokyo : Kajima Shuppankai, 1977.
- (ja) Mikeranjero no Vatikan hekiga: Okamura Takashi Shashinten (ミケランジェロのヴァティカン壁画：岡村崔写真展?) / The Vatican Frescoes of Michelangelo. Catalogue of an exhibition held août-septembre 1980 in the Seibu gallery, Ikebukuro. En dépit du titre alternatif en anglais, tout est en japonais.
- The Vatican Frescoes of Michelangelo. 2 vols. Abbeville, 1980.  (ISBN 0-89659-158-1). Édition de 400. Texte d'André Chastel.
  - (ja) Mikeranjero Vatikan hekiga (ミケランジェロ・ヴァティカン壁画?). (titre italien Gli affreschi di Michelangelo nel Vaticano.) 2 vols. Tokyo : Kōdansha, 1980. Edition of 200.
- (ja) Mikeranjero Vatikan kyūden hekiga (ミケランジェロヴァティカン宮殿壁画?). Tokyo : Kōdansha, 1981. Texte de Yasuo Kamon.
- (it) Delfi. Il santuario della Grecia. Mondadori, 1981.
  - (fr) Delphes: le sanctuaire d'Apollon. Robert Laffont, 1985.  (ISBN 2-221-50406-2).
  - (de) Delphi: Das Heiligtum der Griechen. Freiburg: Herder, 1982.  (ISBN 3-451-19767-7).
- (de) Assisi. Die mystische Welt des heiligen Franziskus. Herder, 1982.  (ISBN 3-451-19775-8). Texte de Gerhard Ruf.
- (de) Rom die Stadt der Päpste. Die Welt der Religionen, 11. Freiburg im Breisgau : Herder. 1983.  (ISBN 3-451-19771-5). Texte de Francesco Paolo Rizzo.
- (fr) Les hauts lieux de la spiritualité. Robert Laffont, 1985. Texte de Francesco Paolo Rizzo.
- (ja) Etoruria no hekiga (エトルリアの壁画?), (Etruscan frescoes). Tokyo : Iwanami Shoten, 1985.  (ISBN 4-00-008123-3). Texte de M.パロッティ-ノ et al.
- (ja) Mikeranjero Vatikan hekiga (ミケランジェロ・ヴァティカン壁画?) / Michelangelo's Frescoes in the Vatican. 2 vols. Tokyo : Kōdansha, 1985-6. Vol.1,  (ISBN 4-06-202412-8); vol.2,  (ISBN 4-06-202413-6). Texte (uniquement en japonais) de Yoshiyuki Morita.  Légendes en japonais et en anglais.
- Cellini. Abbeville, 1985.  (ISBN 0-89659-453-X). Texte de John Pope-Hennessy; principales photographies de David Finn, additional photography by Okamura.
- The Art of Florence. 2 vols. New York: Abbeville, 1988.  (ISBN 0-89659-402-5). 2 vols. Artabras, 1994.  (ISBN 0-7909-7966-7). 1 vol (?). Artabras, 1999.  (ISBN 0-89660-111-0). Texte de Glenn M. Andres, John M. Hunisak et A. Richard Turner. Édition française (L'art de Florence). 
  - (ja) Firentse no bijutsu (フィレンツェの美術?). 2 vols. Tokyo : NHK, 1991.
- (it) Pittura etrusca al Museo di Villa Giulia. Studi di archeologia, 6. Rome: De Luca, 1989.  (ISBN 88-7813-219-5).  (ISBN 88-7813-226-8). Texte de Maria Antonietta Rizzo.
- (it) La Cappella Sistina. 3 vols. Milano : Rizzoli, 1989.  (ISBN 88-17-25802-4). 44 cm de haut. Introduction de Frederick Hartt, commentaires de Gianluigi Colalucci. 1. La preistoria della Bibbia 1989. 2. Antenati di Cristo. 1989.  (ISBN 88-17-25802-4). 3. Storia della creazione. 1990.  (ISBN 88-17-25805-9).
- La Cappella Sistina. Vol. 4, Il guidizio universale. Texte de Pierluigi De Vecchi, Gianluigi Colalucci. Traduction de New light on Michelangelo in the Sistine Chapel. Milan : Rizzoli, c1995.   (ISBN 88-17-25808-3)
  - (ja) Mikeranjero Shisutīna reihaidō: Saigo no shinban (ミケランジェロ・システィーナ礼拝堂：最後の審判?) / Michelangelo/la Cappella Sistina. Tokyo : Nippon Television Network Corp, 1996.  (ISBN 4-8203-9611-0).
- The Sistine Chapel. 2 vols. New York: Knopf, 1991.  (ISBN 0-394-58783-9). Barrie and Jenkins, 1991.  (ISBN 0-7126-5101-2). 44 cm. Texte de Frederick Hartt, Fabrizio Mancinelli et Gianluigi Colalucci. Traduction de La Cappella Sistina.
  - (ja) Mikeranjero Shisutīna reihaidō (ミケランジェロ・システイーナ礼拝堂?).　日本テレビ放送網, 1990-1.
    - Vol.1,
    - Vol.2 Kyũyaku no sekai 2, Tenchi sōzō (旧約の世界 2 天地創造?).  (ISBN 4-8203-9105-4)
    - Vol.3,
- (ja) Dai-Vachikan-ten katarogu (大ヴァチカン展カタログ?). Tokyo : Sogō, 1993.
- Treasures of the Uffizi, Florence. Abbeville, 1996.  (ISBN 0-7892-0234-4). Photographié en collaboration avec Paolo Tosi, Édité par Abigail Asher.
- (ja) Shisutīna reihaidō: Yomigaeru Mikeranjero (システィーナ礼拝堂：甦るミケランジェロ?) / La Cappella Sistina. Nippon Television Network Corp, 1998.  (ISBN 4-8203-9674-9).
- (ja) Rōma Santa Sabīna kyōkai mokuchōhi no kenkyū (ローマサンタ・サビーナ教会木彫扉の研究?). Tokyo : Chūō Kōron Bijutsu Shuppan, 2003.  (ISBN 4-8055-0446-3). Texte de Sahoko Tsuji (辻佐保子?).
- Michelangelo the Last Judgment: A Glorious Restoration. Abrams, 1997.  (ISBN 0-8109-1549-9). Abradale, 2000.  (ISBN 0-8109-8190-4). Texte de Loren W. Partridge et al.
- (de) Die Sixtinische Kapelle: Das jüngste Gericht. Benziger, 2002.  (ISBN 3-545-33151-2). Texte de Sandro Chierici.
- Michelangelo: The Frescoes of the Sistine Chapel. New York: Abrams, 2002.  (ISBN 0-8109-3530-9). Texte de Marcia B. Hall.
- Michel-Ange et les Fresques de la Chapelle Sixtine.  La Renaissance du livre, 2002.  (ISBN 2-8046-0674-0).